# 22.º distrito electoral de Chile

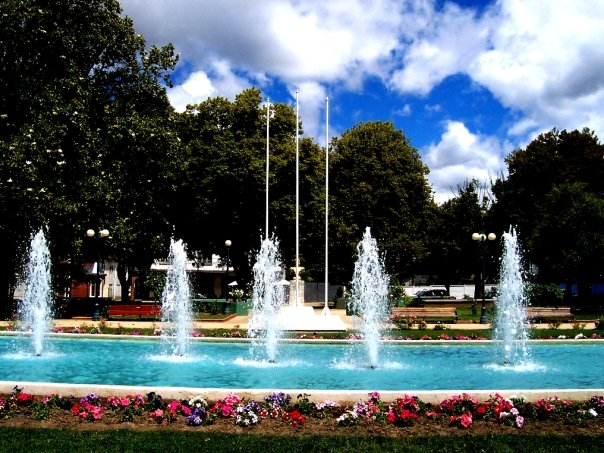
Angol, con 52.000 habitantes es la capital de la Provincia de Malleco y la ciudad más poblada del distrito.

El Distrito 22 es una división territorial electoral chilena que comprende comunas de las dos provincias de la Región de La Araucanía, las once comunas de la Provincia de Malleco y las comunas de Galvarino, Lautaro, Melipeuco, Perquenco y Vilcún de la Provincia de Cautín, todas estas comunas son representadas con cuatro escaños en la Cámara de Diputados. Junto al Distrito 23 forman la XI Circunscripción Senatorial Araucanía.
Al año 2016 la población del distrito alcanzaba los 295.877 habitantes en una superficie de 17.734,6 km². En términos demográficos las ciudades y comunas más importantes del distrito son Angol, Victoria y Lautaro. 
El distrito es eminentemente rural, sus actividades son la agricultura, la ganadería y el sector forestal en la mayoría de sus comunas, en menor medida la actividad industrial se encuentra presente en la comuna de Lautaro.
Los diputados electos para el LV periodo legislativo del Congreso Nacional, comprendido entre el 11 de marzo de 2018 y el 11 de marzo de 2022, son Andrea Parra Sauterel (PPD), Diego Paulsen Kehr (RN), Jorge Rathgeb Schifferli (RN) y Mario Venegas Cárdenas (DC).

## Composición
El distrito está compuesto por las siguientes comunas: 

### Provincia de Cautín
- Galvarino
- Lautaro
- Melipeuco
- Perquenco
- Vilcún

### Provincia de Malleco
- Angol
- Collipulli
- Curacautín
- Ercilla
- Los Sauces
- Lonquimay
- Lumaco
- Purén
- Renaico
- Traiguén
- Victoria

## Representación
| 2 | 1 | 1 |

| 2 | 1 | 1 |

### Diputados
| Pactos y partidos políticos                                                                                         |
| --- |
| Chile Vamos La Fuerza de la Mayoría Convergencia Democrática Chile Podemos + Partido Republicano Nuevo Pacto Social |

| Periodo | Diputado | Diputado                  | Diputado | Diputado | Diputado                 | Diputado                | Diputado | Diputado               | Diputado                   | Diputado | Diputado                        | Diputado | Mandato                                 |
| ------- | -------- | ------------------------- | -------- | -------- | ------------------------ | ----------------------- | -------- | ---------------------- | -------------------------- | -------- | ------------------------------- | -------- | --------------------------------------- |
| LV      |          | Diego Paulsen Kehr        |          |          | Jorge Rathgeb Schifferli |                         |          | Mario Venegas Cárdenas |                            |          | Andrea Parra Sauterel           |          | 11 de marzo de 2018-11 de marzo de 2022 |
| LVI     |          | Juan Carlos Beltrán Silva |          |          | Jorge Rathgeb Schifferli | Jorge Saffirio Espinoza |          |                        | Gloria Naveillán Arriagada |          | 11 de marzo de 2022-En el cargo |          |                                         |

## Historia electoral
El distrito fue creado con la reforma electoral de 2015 con la unión de los antiguos distritos 48 y 49 que comprendían la XIV Circunscripción Senatorial Araucanía Norte.
- Datos: Q47771581